# Padma Choling
Padma Choling (པདྨ་འཕྲིན་ལས་།, cũng gọi là Pema Thinley, Pelma Chiley, Baima Chilin; tiếng Trung: 白玛赤林; bính âm: Báimă Chìlín, Hán Việt: Bạch Mã Xích Lâm; sinh tháng 10 năm 1952) là chủ tịch thứ 8 và đương nhiệm của Khu tự trị Tây Tạng tại Trung Quốc. Phó Ủy viên trưởng Ủy ban Thường vụ Đại hội Đại biểu Nhân dân Toàn quốc. Ông nhậm chức vào năm 2010, trước đó ông từng là phó chủ tịch khu tự trị từ năm 2003, kế nhiệm Lobsang Gyaltsen. Ông cũng là Chủ tịch Hội đồng Nhân dân Khu tự trị Tây Tạng. Choling là lãnh đạo người Tạng trẻ nhất trong chính quyền khu tự trị,. Tuy nhiên, theo hệ thống chính trị tại Trung Quốc, chức vụ của ông đứng sau Trương Khánh Lê, bí thư khu ủy.

## Tiểu sử
Padma Choling sinh trong một gia đình nông nô tại huyện Dêngqên, địa khu Qamdo. Ông gia nhập Quân Giải phóng Nhân dân Trung Quốc tại tỉnh Thanh Hải năm 17 tuổi và phục vụ trong quân ngũ 17 năm sau đó. Trong quân đội, ông là một cầu thủ bóng rổ và nói tiếng Hán thông thạo. Ông gia nhập Đảng Cộng sản Trung Quốc vào tháng 10 năm 1970. Ông làm việc tại các văn phòng của chính quyền khu tự trị Tây Tạng từ tháng 12 năm 1969, làm việc tại Xigaze và sau đó là Lhasa, ông được thăng chức phó chủ tịch khu tự trị Tây Tạng vào năm 2003. Sau khi hoàn thành việc khắc phục hậu quả của động đất tại huyện Damxung ngoại ô Lhasa, ông được bầu làm Chủ tịch Khu tự trị Tây Tạng từ năm 2010.

## Chủ tịch
Về mặt cá nhận, ông được mô tả là "nghiêm nghị, nhưng...hòa nhã" và tương phản với người tiền nhiệm Qiangba Puncog, vốn được miêu tả là "nhẹ nhàng". Để tăng thêm tính ổn định và hài hòa dân tộc, ông đặt mục tiêu tăng trưởng GDP 12% mỗi năm và tăng thu nhập cho nông dân và dân chăn nuôi lên 4.000¥ trên người. Để đạt được mục đích này, ông đã ký kết thảo thuận với Bộ Thương mại của chính phủ Trung ương cho phép nâng cấp thương mại với khu vực Nam Á, bao gồm Nepal. Padma cho rằng không có "vấn đề Tây Tạng" như Đạt Lai Lạt Ma nói, và đặt câu hỏi về vị thế của Đạt Lai.
Trên vấn đề tôn giáo, Padma nói răng ông và Karmapa, Ogyen Trinley Dorje là "bạn và cùng quê". Trong Đại hội đại biểu Nhân dân toàn quốc năm 2010, ông cho biết sẽ chọn Đạt Lai Lạt Ma thứ 15 để lưu giữ lại "luật lệ truyền thống của Phật giáo Tây Tạng", bao gồm cả việc chấp nhận của chính quyền, thay thế Đạt Lai Lạt Ma thứ 14. Đặc biệt, ông phủ nhận sự lựa chọn của Đạt Lai Lạt Ma về Ban Thiền Lạt Ma thứ 11 là "không có hiệu lực". Ông cho các sư và ni cô trên 60 tuổi được hưởng an sinh xã hội của chính phủ Trung Quốc và xây dựng đường, điện và hệ thống cung cấp nước cho các ngôi chùa.